# Маннозный рецептор
Маннозный рецептор — лектин типа С, расположен на поверхности макрофагов и дендритных клеток, а также некоторых клеток кожи, таких как фибробласты кожи и кератиноциты. Входит в семейство эндоцитарных рецепторов вместе с Endo180 (CD280), M-type PLA2R и DEC-205 (CD205).
Маннозный рецептор распознаёт концевые остатки маннозы, N-Ацетилглюкозамина и фукозы на гликановых цепочках белков, расположенных на поверхности некоторых микроорганизмов, и играет роль во врождённом и приобретённом иммунитете. Кроме этого, маннозный рецептор участвует в выведении гликопротеинов из кровотока, включая сульфатированные гликопептидные гормоны и гликопротеины, высвобождающиеся в результате патологических процессов. Маннозный рецептор постоянно рециркулирует между плазматической мембраной и эндосомами в клатрин-зависимой манере. Существует 2 типа маннозного рецептора, продукты генов MRC1 (CD206) и MRC2 (CD280).

## Структура
Маннозный рецептор относится к трансмембранным белкам 1-го типа с внеклеточным N-концом и внутриклеточным C-концом. Он синтезируется в виде неактивного предшественника и активируется в результате протеолиза в аппарате Гольджи. Внеклеточная часть белка состоит из 8 последовательных углевод-распознающих доменов C типа (CRD), фибронектинового домена II типа и цистеин-обогащённого домена. Цитоплазматический домен не имеет сигнальных последовательностей и сам по себе не способен к передаче сигнала.
N-терминальный цистеин-обогащённый домен гомологичен B-цепи рицина и связывается с сульфатированными сахаридами, причём с особенно высокой афинностью связывается с N-ацетилгалактозамином и галактозой, сульфатированными по положениям 3 и 4 пиранозного кольца. Другими лигандами этого домена являются хондроитинсульфаты A и B, сульфатированные сиалил-ЛьюисX и сиалил-ЛьюисA. Маннозный рецептор является единственным членом семейства, в котором цистеин-обогащённый домен функционально активен.

### Гликозилирование
Маннозный рецептор сильно гликозилирован, его участки N-гликозилирования обнаруживают высокую степень консерватизма у человека и мыши, что указывает на важную роль гликозилированных участков. Сиаловая кислота в гликанах рецептора играет важную роль в связывании сульфатированных и маннозилированных гликопротеинов. Сиалирование маннозного рецептора регулирует его мультимеризацию, что влияет на связывание сульфатированных гликопротеинов.

## Типы
У человека существует два гена, кодирующие два типа маннозного рецептора:
| Ген  | Белок                           | Синонимы |
| ---- | ------------------------------- | --- |
| MRC1 | Маннозный рецептор макрофагов 1 | Маннозный рецептор типа C, 1, белок семейства с лектиновым C типа доменом 13D (CLEC13D), CD206, MMR          |
| MRC2 | Маннозный рецептор макрофагов 2 | Маннозный рецептор типа C, 2, Белок, связанный с рецептором активатора плазминогена урокиназного типа, CD280 |